# Монбар, Андре де
Андре́ де Монба́р (фр. Andre de Montbard; около 1103 — 17 января 1156, монастырь Клерво, Бургундия) — Великий магистр ордена тамплиеров с конца 1154 по 1156 год.

## Биография
Андре де Монбар родился около 1103 года в замке Монбар в Бургундии. Он был младшим сыном Бернара де Монбара (1040—1103) и Гумберги де Риси. У него было еще пять братьев и сестра Алетт де Монбар — будущая мать Бернарда Клервоского.

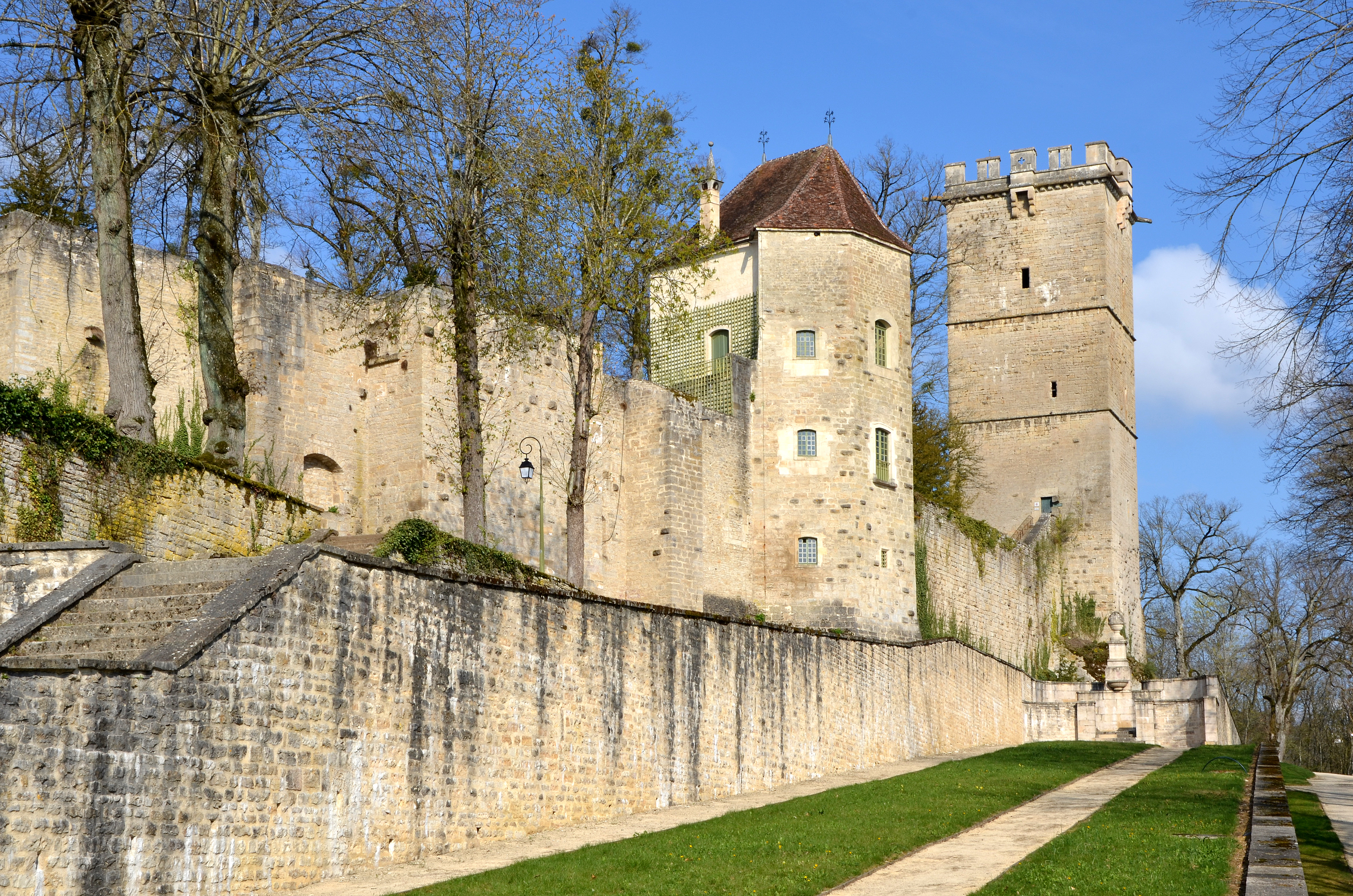
Аббатство Клерво.

В 1118 году Андре де Монбар, наряду с Гуго де Пейном и Годфри де Сент-Омером, был одним из девяти первых рыцарей-основателей ордена Храма
. Его племянник Бернард Клервоский написал «Латинские правила» — устав ордена.
Занимал пост Командора Королевства Иерусалимского, а также пост Сенешаля ордена с 1150 года (может быть, раньше, с 1148 года) — второй по значимости пост после великого магистра.
После гибели Бернара де Тремле во время осады Аскалона в 1153 году 50-летний Андре де Монбар как последний из оставшихся в живых основателей ордена был избран великим магистром. Его главным конкурентом в борьбе за этот пост был Гийом II де Шаналей — фаворит французского короля Людовика VII, который рассчитывал таким образом установить контроль над орденом. Дата избрания де Монбара является до конца неопределенной, но, вероятно, это произошло в конце 1154 года, хотя первое упоминание о его новой роли датируется 27 мая 1155 года в акте короля Балдуина III.
17 января 1156 года, после 30 лет службы, Андре де Монбар добровольно оставил пост великого магистра и передал его своему преемнику Бертрану де Бланшфору. После этого он удалился в аббатство Клерво, основанное его племянником на землях, подаренных его брату Рейно де Монбару. Там он умер 17 октября 1156 года.